# 도나 노블
도나 노블 (Donna Noble)은 영국의 SF 드라마 《닥터 후》의 등장인물이다. 영국의 배우이자 코미디언인 캐서린 테이트가 배우를 맡았으며, 10대 닥터와 14대 닥터 (모두 데이비드 테넌트 분)의 동행자이다.
2006년 시즌 2의 마지막화와 이어지는 크리스마스 스페셜 "The Runaway Bride"에서 특별 게스트로 나온 것이 첫 등장이다. 이 당시까지만 하더라도 도나 노블의 등장은 이것으로 끝날 것으로 예상되었고, 다음 시즌인 2007년 시즌 3에서는 의대생 마사 존스 (프리마 아저먼)이 닥터의 동행자로 활약하였다. 그러나 2008년 시즌 4와 2009년~2010년 연말 특집 "The End of Time"에서 닥터의 동행자로서 정기 출연하게 된다. 2022년 5월 15일에는 오는 2023년 방영될 60주년 스페셜에 캐서린 테이트가 다시금 도나 노블 역으로 출연한다는 소식이 발표되었다.
작중 도나 노블은 까칠하고 털털한 성격을 지닌 30대 중반의 런던 시민으로, 치즈윅 출신에 비정규직 비서로 묘사된다. 외계의 시간여행자인 닥터를 처음 마주했을 때에는 두려워하기 바빴지만, 그때의 만남을 계기로 평범한 삶에 만족하지 못했고, 두번째 기회가 찾아오자 닥터와 어김없이 여행을 떠나기로 마음을 먹는다. 닥터에게 있어 도나는 여행 내내 유능한 존재로 활약하고 시즌 4 마지막에 가서는 마침내 전 우주를 구하기에 이르나, 그 여파로 닥터와 함께 여행했던 기억을 모두 잊어버려야만 하는 최후에 처하게 된다. 10대 닥터의 지난 동행자들이 서로 연애 감정을 품었던 것에 비해, 도나와 닥터는 순전히 정신적으로만 사랑하는 플라토닉한 관계로 정리되며, 도나는 애초에 자신더러 "베스트 프렌드"라 부르는 닥터에게 내 스스로 여행할 자격이 있음을 증명하고 싶어하지는 않는 것으로 묘사된다.

## 행적

### TV 에피소드

#### 시즌 2와 크리스마스 (2006년)
도나 노블은 2006년 뉴 시즌 2 마지막화 "Doomsday" 편의 마지막 장면에서 '신부' (The Bride)라는 이름으로 처음 등장하였다. 웨딩드레스 차림에 난데없이 닥터의 타디스 안에 나타나 여기가 어디냐며 노발대발하는 모습이다. 이 장면은 바로 이전에 닥터가 로즈 타일러 (빌리 파이퍼 분)와 작별하면서 빚어낸 슬픈 분위기를 유머스럽게 전환시키는 대목으로, 제작과정에서 최소한의 제작진만 투입하여 방영시까지 비밀에 부쳤다고 한다.
이어 2006년 크리스마스 특집으로 방영된 "The Runaway Bride" 편에서 도나의 이야기가 본격적으로 소개된다. 도나는 영국 런던의 HC 클레멘츠 (HC Clements)란 보안 전문 회사에서 임시 비서로 일하고 있는 여성이었는데, 이 회사는 사실 토치우드 기관의 외계인 조사 활동을 위한 간판용 회사였다. 도나의 부모님으로는 조프 노블 (하워드 앳필드 분)과 실비아 노블 (재클린 킹 분)이 있었다. 도나는 외계에서 건너온 라크노스 종족의 여제 (새라 패리시 분)가 자기 약혼자 란스 (돈 질레 분)와 짜고 지구를 장악하려는 계획에 나섰다는 사실을 알게 된다. 분노에 가득찬 닥터가 목숨을 감내하면서까지 라크노스 여제에게 최후를 안기려 하자, 도나는 닥터에게 정신 차리라며 그를 붙잡고 토치우드 시설이 템스강 물에 휩쓸리기에 앞서 가까쓰로 탈출한다. 직장과 결혼 계획이 전부 엉망이 되어버린 도나는 낙심해하는 한편, 동행자가 되어도 좋다는 닥터의 제안에 거절하며 오히려 곁에 누군가가 필요할 것이라는 조언을 남긴다. 이듬해 2007년 방영된 시즌 3에서 도나는 등장하지 않지만, 그해 크리스마스로 방영된 "Voyage of the Damned" 편에서 윌프레드 모트 (버나드 크리빈스 분)라는 등장인물이 처음 소개되었는데, 이 인물은 후술할 2008년 시즌 4에서 도나의 할아버지였다는 사실이 밝혀진다. 윌프레드가 소개된 것은 본래 도나의 아빠로 설정된 조프 노블 역의 배우가 사망한 데 따른 결과였다.

#### 시즌 4 (2008년)와 스페셜 (2009년~2010년)
이후 2008년 방영된 시즌 4에서 처음으로 닥터의 동행자로서 시즌 내내 여행에 나서게 되었다. 시즌4 제1화 "Partners in Crime" 편에서 지난 사건으로부터 2년이 흐른 시점의 도나는 닥터와의 만남과 아버지의 죽음 이래 일상생활에 만족하지 못하고 더 큰 사건들을 바라는 모습이었다. 특히 외계와 관련된 사건들을 조사하던 중 '아디포스 인더스트리'라는 회사의 미스 포스터 (사라 랭커셔 분)가 벌이는 음모를 탐구하던 와중에 닥터와 극적으로 재회하고, 이야기 말미에서는 정규 동행자로서 닥터와 함께 타디스에 탑승한다. 제2화 "The Fires of Pompeii" 편에서 도나는 베수비오산의 분출과 함께 죽음의 위기에 처한 폼페이의 한 일가족에게 연민을 느껴, 역사에 개입하는건 옳지 않더라도 그들만큼은 살려달라며 닥터에게 애원하고 끝내는 설득시킨다. 제3화 "Planet of the Ood" 편에서 우드 행성으로 간 도나와 닥터는 인간에게 노예로 잡혀 고통받던 우드 종족을 해방시켜 준다. 이어 방영된 2부작 이야기 "The Sontaran Stratagem" / "The Poison Sky" 편에서는 UNIT에서 일하고 있던 닥터의 옛 동행자 마사 존스 (프리마 아저먼 분)를 만나, 아트모스 기기를 통해 대기중에 독성을 퍼뜨리려는 손타란의 음모를 저지한다. "The Doctor's Daughter" 편에서는 말 그대로 '닥터의 딸'로 등장한 제니 (조지아 테넌트 분)과 마주하고, 닥터가 제니를 받아들일 수 있도록 설득시키는 데 한몫한다. "The Unicorn and the Wasp" 편에서는 영국의 작가 애거사 크리스티 (퍼넬라 울가 분)와 만나, 그녀와 함께 거대 외계 말벌이 얽힌 저택 살인사건의 미스터리 해결에 나선다.
2부작 이야기 "Silence in the Library" / "Forest of the Dead" 편에서는 도서관 행성에서 리버 송 (앨릭스 킹스턴 분)과 처음으로 만나며, '배시타 러나다'를 피해 도나를 안전하게 지키려던 닥터의 실수로 사이버 세계로 떨어진다. 그곳에서 도난느 리 매커보이 (Lee McAvoy)란 남자를 만나 사랑에 빠지고 자식을 둘이나 낳으며 행복하게 살아간다. 그러나 자기가 있는 세상과 사랑하는 두 아이가 컴퓨터로 구현된 가상이라는 사실을 깨닫고, 그곳에서 빠져나오는 과정에서 극심한 후유증을 남긴다. 그 다음 편으로 방송된 "Midnight"에서는 도나는 스파에서 휴식을 즐긴다는 설정으로 거의 나오지 않고, 닥터 혼자 미드나잇 행성으로 여행을 떠났다가 최악의 순간을 맞이하는 이야기로 진행된다. "Turn Left" 편에서는 도나가 교차로에서 우회전함으로서 닥터를 만나지 못하게 된 평행우주가 묘사되는데, 닥터는 죽음을 맞이하고 세상은 일련의 사건 속에서 악화일로를 걷는다. 도나는 그 우주로 넘어온 로즈 타일러를 만나 시간여행을 한 뒤, 교차로 인근에서 차에 뛰어들어 기존의 도나가 원래 시간선대로 좌회전을 택하게 한다. 마지막 에피소드 "The Stolen Earth" / "Journey's End" 편에서는 10대 닥터가 재생성 에너지를 닥터의 손에 쏟아부었는데, 에너지가 활성화된 손을 도나가 만지면서 닥터의 지식을 공유하는 '닥터 도나'가 된다. 닥터 도나는 넘쳐나는 타임로드 지식을 바탕으로 하나의 인격으로서 재생성된 닥터의 손, 그리고 원래 닥터와 함께 다브로스 (줄리언 블리치 분)의 현실 파괴 계획을 저지해 낸다. 그러나 인간의 몸으로 지식을 감당할 수 없었던 도나를 구하기 위해 닥터는 지금까지 함께 해 왔던 자신과의 여정을 비롯한 모든 지식과 기억을 도나의 머릿속에서 지워 버린다. 닥터는 도나의 가족들에게 혹시라도 자신을 기억하면 머리가 "불타 버린다", 즉 '메타 크라이시스'가 발현될 것이라면서 다시는 도나와 만나지 않을 것이라 약속한다.
이후 2009년~2010년 신년 특집으로 방영된 2부작 스페셜 "The End of Time" 편에서 다시 등장한다. 이야기 초반부에서는 작중 악역이 썼다는 책을 사서 할아버지에게 건네는데 그 이유를 기억하지 못한다. 윌프레드로부터 사정을 들은 닥터는 도나가 아직도 '닥터 도나'로서 무의식적으로나마 도움을 주려 하고 있다고 기뻐한다. 이후 전 인류가 닥터의 숙적 마스터 (존 심)로 바뀌어 버린 가운데 보호막 속에 있던 윌프레드와 더불어 모습이 바뀌지 않은 유이한 인간으로 남는다. 이는 지난번에 타임로드의 재생성 에너지를 얻는 메타 크라이시스로 도나의 DNA가 살짝 바뀌었기 때문이었다. 마스터로 변한 주변 사람들을 본 도나는 지난 기억을 거의 다 떠올리며 위기에 처하지만, 닥터가 도나를 지키기 위해 심어둔 안전장치로 도나가 강력한 텔레파시 파동을 일으키면서 주변의 마스터들과 함께 그 자리에서 쓰러진다. 결말부에 이르러 죽어가던 닥터가 재생성을 하기 전 친구들을 찾아가는데, 이때 도나는 새 약혼자 숀 템플 (칼 콜린스 분)과 결혼하는 모습으로 등장한다. 닥터는 당첨번호가 적힌 복권을 건네는데, 과거로 돌아가 도나의 아빠에게 1파운드를 빌려서 샀다는 사실을 밝히며, 도나의 아빠와 닥터가 함께 마지막으로 전하는 선물임을 밝힌다.

#### 60주년 스페셜 (2023년)
제1화 "The Star Beast"에서 도나는 이제 막 재생성한 14대 닥터 (데이비드 테넌트 분)와 재회한다. 14대 닥터의 얼굴이 10대 닥터와 같았기 때문에 닥터는 도나의 기억을 불러일으키지 않기 위해 모른 척을 하지만, 다행히 도나가 알아보지 못한다. 지난번 등장에서 숀과 결혼한 도나는 로즈 노블 (Rose Noble, 야스민 피니 분)이라는 딸을 하나 두고 있었으며, 닥터가 작별 선물로 건넸던 복권으로 10억 파운드에 당첨되었지만, 집을 하나 마련한 것을 빼면 전부 자선단체에 기부해 버린 상황이었다. 로즈 노블은 작중 우주에서 지구로 건너온 빕 더 밉을 만나고, 닥터는 사건 해결을 위해 도나네 가족과 팀을 이루되 도나의 죽음을 막기 위해 정체를 밝히지 않는다.
그러나 빕 더 밉이 본색을 드러내 런던이 불바다가 될 위기에 처하고, 닥터와 도나는 빕의 우주선에 갇힌 상황에서 어쩔 수 없이 도나의 기억을 되살려 '닥터도나'로서의 능력을 발휘하게 한다. 도나는 수십여초간의 활약을 마치고 그대로 쓰러졌지만 놀랍게도 죽음에는 이르지 않는데, 로즈를 낳을 때 도나에게 있던 메타크라이시스도 분화되면서 죽음에 이를 정도는 아니게 되었던 것이다. 도나에게 부여된 닥터로서의 의식 때문에 '사람들을 구해야 한다'는 잠재의식으로 복권 당첨금도 기부하였고, 딸의 이름을 '로즈'라 짓는 계기로 작용하였으며, 로즈 역시 타디스를 닮은 창고를 만들고 닥터가 만났던 외계인과 닮은 인형들을 만들어 판매하고 있었다. 로즈는 도나를 되살리고 밉의 체포에 공헌한 뒤, 도나와 함께 타임 로드의 지식과 에너지를 흘려보낸다.
에피소드 말미에 도나 노블은 닥터의 새 타디스에 탑승하였다가 커피를 콘솔에 쏟아버리는 바람에 타디스의 폭주를 일으킨다. 이어지는 "Wild Blue Yonder"에서는 아이작 뉴턴을 만나 중력의 발상에 기여하려다 뜻밖에도 용어 자체를 '뭉력' (Mavity)로 바꿔버리는 계기를 제공한다. 우주 끝자락의 우주선으로 간 닥터와 도나는 자신들의 모습과 의식을 똑같이 재현하려는 정체불명의 외계 존재들과 맞선다. 서로 누가 진짜고 가짜인지 구별할 수 없는 상황 속에서 도나는 닥터와의 인연과 믿음을 재확인하지만, 끝에 가서 우주선이 폭발할 위기가 닥쳤을 때 닥터가 가짜 도나를 택하면서 죽음의 위기에 처한다. 그러나 닥터가 도나의 팔이 극소하게 긴 것을 재확인하면서, 진짜 도나를 구출해 낸다. 지난 에피소드에서 떠난 지 이틀여 후의 런던으로 돌아간 도나와 닥터는 윌프레드 모트와 감동적인 재회를 하는데, 갑자기 난장판이 되어버린 길거리에서 윌프레드는 두 사람에게 세상이 미쳐돌아가고 있다며 부디 살려달라고 애원한다.
제3화 "The Giggle" 편에서 UNIT 본부로 향한 도나는 신임수장 케이트 레스브리지스튜어트 (제마 레드그레이브 분)와 닥터의 옛 동행자 멜 부시 (보니 랭포드 분)를 처음 만나고, 전세계가 광기에 휩싸인 원인을 밝혀내는 데 공헌하면서, 케이트로부터 스카우트 제의를 받고 이를 승낙한다. 이후 우주의 법칙을 초월한 토이메이커 (닐 패트릭 해리스 분)의 농락에 빠지고, 14대 닥터의 재생성을 목도하게 되지만, 닥터가 그냥 재생성이 아닌 '이중 재생성' (bi-generation)을 하게 됨에 따라 탄생한 15대 닥터 (슈티 개트와 분)도 만나게 된다. 두 닥터가 힘을 합쳐 토이메이커와의 마지막 승부에서 이긴 뒤, 도나는 15대 닥터와 함께, 그간의 여정에 쉼없이 임해오며 고뇌에 시달려 왔던 14대 닥터에게, 이제는 다 내려놓고 쉬라는 설득에 나서면서, 닥터가 옛 모습으로 돌아온 것은 집 (본인)에 돌아오기 위함이라는 말을 남긴다. 이에 수긍한 닥터는 도나네 가족과의 여유로운 일상에 합류하며, 지금이 가장 행복하다는 소감을 남긴다.

## 가족 관계

### 윌프레드 모트
윌프레드 모트 (Wilfred Mott)는 도나 노블의 할아버지이자 실비아 노블의 아버지로, 배우 버나드 크리빈스가 연기하였다. 2007년 크리스마스 스페셜로 방영된 "Voyage of the Damned"에 런던의 외판원으로 처음 등장하는 단역으로서, 도나 노블과의 관계는 없었으나,  2008년 방영된 시즌 4에서 하술할 조프 노블을 대신해 조연 캐릭터로 부상하였다. 
군인 출신으로 제2차 세계 대전 참전용사이며, 외계 생명체의 존재를 믿고 있어 뒷산에서 천체 망원경으로 별을 보는 것이 취미이다. 손녀의 모험을 자랑스러워하는 한편, 고압적인 실비아로부터 딸의 비밀을 지켜 주는 자상한 할아버지로 묘사된다.
2009년~2010년 연말 스페셜 "The End of Time"에서 10대 닥터의 일회성 동행자로 활약함과 동시에 닥터의 죽음을 뜻하지 않게 불러오는 존재가 되어버린다. 이후 2023년 방영된 60주년 스페셜의 "Wild Blue Yonder" 편에서 휠체어에 탄 모습으로 14대 닥터, 도나 노블과 마지막으로 재회하였다.

### 실비아 노블
실비아 노블 (Sylvia Noble)은 도나 노블의 어머니로, 배우 실비아 노블이 연기하였다. 2006년 크리스마스 스페셜 "Voyage of the Damned"에서 딸의 결혼식에 참석한 모습으로 처음 등장하였으며, 2008년 시즌 4와 2009년~2010년 연말 스페셜 "The End of Time", 2023년 60주년 스페셜에 등장한다.
초창기에는 비정규직을 전전하는 딸에게 잔소리를 하는 고압적인 엄마로 그려지며, 딸에게 접근하는 10대 닥터를 경계하지만, "The Poison Sky"에서 손타란이 지구의 대기를 중독시킨 사태, "The End of Time"에서 갈리프레이가 지구로 다가오는 초유의 사태 속에서 닥터의 활약을 지켜보면서 점차 마음의 문을 열게 된다. 2023년 "The Star Beast"에서는 메타크라이시스로부터 도나를 지키기 위해 닥터를 필사적으로 막아세우다가 빕 더 밉의 음모를 저지하기 위한 닥터와의 여정에 동행한다.

### 그 외
- 조프 노블 (Geoff Noble)

도나 노블의 아버지로, 배우 하워드 애트필드가 연기하였다. 2006년 크리스마스 스페셜 "Voyage of the Damned"에서 딸의 결혼식에 참석한 모습으로 처음 등장하였으나, 이후 배우의 갑작스러운 사망으로 등장하지 못했다. 2010년 "The End of Time"에서 10대 닥터에게 딸에게 결혼 선물로 줄 복권비로 1파운드를 건넸다는 닥터의 언급으로 소개된다.
- 숀 템플 (Shaun Temple)

도나 노블의 아버지로, 배우 칼 콜린스가 연기하였다. 2009년~2010년 연말 스페셜 "The End of Time" 편에서 도나의 새 약혼자로 처음 등장하며, 에피소드 말미에는 결혼에 이른다. 2023년 방영된 "The Star Beast" 편에서는 택시 기사 일을 하고 있었으며 간간히 딸이 운영하는 쇼핑몰의 물품을 옮기는 일을 돕고 있었다. 빕 더 밉의 음모를 저지하기 위한 닥터와의 여정에 동행한다.
- 로즈 노블 (Rose Noble)

도나 노블과 숀 템플의 딸로, 배우 야스민 피니가 연기하였다. 본래는 성이 노블템플 (Noble-Temple)일 것으로 예상됐지만 어머니의 성을 따랐다. 2023년 방영된 "The Star Beast" 편에서 처음 등장하며, 수제 인형을 만들어 전용 쇼핑몰을 통해 판매하는 취미를 갖고 있었다. 원래 남자였다가 여자로 전환한 트랜스젠더로, 가족들의 이해와 사랑에도 불구하고 학교에서는 갈등을 겪고 있다. 어머니가 지녔던 타임로드의 의식과 지식으로 인한 메타크라이시스를 물려받아 빕 더 밉이 일으킨 사태의 해결에 기여하며, 에피소드 말미에서는 어머니와 함께 타임로드의 의식을 흘려보낸다.